# Gaetano Andreozzi
Gaetano Andreozzi (Aversa, 22 maggio 1755 – Parigi, 21 dicembre 1826) è stato un compositore italiano.

## Biografia
Aversa è la stessa città che qualche anno prima aveva dato i natali ai due grandi musicisti Domenico Cimarosa e Niccolò Jommelli. Proprio quest'ultimo, in quanto zio dell'Andreozzi, lo avviò all'arte della musica. Questa illustre parentela gli valse l'appellativo di “Jommellino”, con cui verrà conosciuto in tutta Europa.
Si trasferì giovanissimo a Napoli, dove fu ammesso al Conservatorio della Pietà dei Turchini dove iniziò gli studi di canto, armonia e contrappunto sotto la direzione di valenti maestri. Le sue prime composizioni furono delle cantate per una sola voce e dei duetti per due soprani col solo basso. Ad appena sedici anni uscì dal Conservatorio e si recò a Roma dove compose, per il teatro Argentina, la sua prima opera seria in due atti, La morte di Cesare, che ebbe molto successo.
Qualche anno dopo, a Firenze, scrisse per il teatro Ducale, l'opera Bajazet e, per quello di Livorno nel medesimo anno, l'Olimpiade. Per il teatro San Benedetto di Venezia scrisse Agesilao e per il Teatro Regio di Torino, Teodolinda diretta da Gaetano Pugnani con Gertrud Elisabeth Mara. 
Nel 1782 compose Catone ín Utica, il Trionfo di Arsace, La Vergine del Sole ed infine Angelica e Melidoro per il teatro di Venezia nel 1783. Il successo ottenuto da queste sue opere gli fece acquistare una certa fama.
Nel 1784 fu invitato in Russia, presso il teatro di San Pietroburgo, per comporre la Didone abbandonata e Giasone e Medea, che incontrarono il gusto di quella Corte e di quel pubblico freddo e piuttosto severo. Ritornato in Italia nel 1786, proprio mentre il suo conterraneo Cimarosa si recava presso la corte russa, fece pubblicare a Firenze le partiture di sei Quartetti per due violini, viola e basso. Nell'anno seguente scrisse per il teatro Argentina di Roma, La Vírginia, opera che fu un fiasco totale. Nonostante tale insuccesso venne invitato al teatro San Carlo di Napoli per comporre l'opera Sofronía e Olindo e nell'autunno dello stesso anno, Sesostri.
Nel 1790 scrisse per il teatro del Fondo, la Principessa filosofa e nel 1791 Il finto cieco. Scrisse poi, l'oratorio Saulle (considerata la sua composizione più riuscita) e l'opera in due atti Arsinoe per il San Carlo di Napoli nel 1793. Fu poi invitato in Spagna, a Madrid, dove compose il Gustavo Re di Svezia che ebbe molto successo. Al suo ritorno a Napoli, fece rappresentare per il San Carlo l'oratorio La Passione di Gesù Cristo e le opere Armida e Rinaldo e Priamo e Tisbe. Nel 1805 scrisse per il teatro La Fenice di Venezia l'ultima sua opera, Giovanna d'Arco, che meritò unanimi e generali consensi.
Benché ancora giovane, a causa di vari problemi e vicende di natura personale, assunse la decisione di abbandonare il teatro e dedicarsi esclusivamente all'insegnamento del canto. Ricercato da tutta la nobiltà napoletana, venne anche invitato alla Corte borbonica per dar lezione alle reali principesse, dove mostrò particolare attenzione alla futura Duchessa di Berry che mostrava più attitudine e buon volere di apprendere. Gaetano Andreozzi sposò l'artista e cantante Anna Di Santi, rampolla di una distinta famiglia fiorentina, che esordì, come primadonna, nel teatro della Pergola nel 1791. Data la sua professione che la costringeva a spostarsi di città in città, Anna viveva quasi sempre da sola e, se non legalmente, era di fatto separata dal marito, il quale facendo l'insegnante di musica e ristabilitosi nella natia Aversa, non poteva seguirla. Nell'anno 1811, Anna di Santi, non proprio sposa fedele, rimase uccisa con il suo amante, in un incidente con la carrozza, nei pressi di Pilmitz. Rimasto vedovo, Andreozzi sposò una giovinetta di basso ceto sociale che diede al musicista due figli. Le lezioni di canto prima, e l'invito a Parigi nel 1825 della duchessa di Berry, sua ex allieva, gli permisero di mantenere ad Aversa, la sua famiglia. Ma il clima rigido della città francese lo spinse a ritornare nella sua città d'origine, e a ritrovare la giovane moglie ed i suoi due figli. Nonostante i favori della corte borbonica, però, Andreozzi, ormai ammalato si spense l'anno dopo. Era il 1826.
Artista poco valutato dalla critica del Novecento, fu molto apprezzato dai contemporanei, incontrando i gusti dell'epoca. Imperatori, re e regine, ma anche e soprattutto il popolo amarono l'Andreozzi, che ebbe un percorso di vita assai inquieto. Negli ultimi anni musicologi ed esperti stanno rivalutando le partiture lasciate dall'Andreozzi, mentre convegni, concerti e giornate di studio, vengono promosse nella sua città.

## Lavori

### Opere
Sono note 44 opere di Andreozzi; l'anno e la città si riferiscono alla prima rappresentazione.
- L'equivoco (dramma giocoso, 1781, Firenze)
- Arbace (opera seria, libretto di Gaetano Sertor, 1781, Livorno)
- I pazzi per disimpegno (dramma giocoso, libretto di Pier Antonio Bagliacca, 1782, Venezia)
- Olimpiade (opera seria, libretto di Pietro Metastasio, 1782, Pisa)
- Bajazet (opera seria, libretto di Agostino Piovene, 1783, Firenze)
- Medonte, re d'Epiro (opera seria, libretto di Giovanni De Gamerra, 1783, Alessandria)
- L'amore industrioso (intermezzo, libretto di G. Casorri, 1783, Firenze)
- Quello che può accadere (dramma giocoso, 1784, Venezia)
- Didone abbandonata (opera seria, libretto di Pietro Metastasio, 1784, San Pietroburgo)
- Giasone e Medea (opera seria, 1785, San Pietroburgo)
- Le tre fanatiche (opera buffa, libretto di Giuseppe Palomba, 1785, Napoli)
- Catone in Utica (opera seria, libretto di Pietro Metastasio, 1786, Cremona)
- Virginia (opera seria, dal libretto La caduta dei Decemviri di Silvio Stampiglia, 1787, Genova)
- Agesilao, re di Sparta (opera seria, libretto di Francesco Ballani, 1788, Venezia)
- Arminio (opera seria, libretto di Ferdinando Moretti, 1788, Venezia)
- Teodolinda (opera seria, libretto di Giandomenico Boggio, 1789, Torino)
- Giovanna d'Arco, ossia la pulcella d'Orléans (opera seria, libretto di Simeone Antonio Sografi, 1789, Vicenza)
- Artaserse (opera seria, libretto di Pietro Metastasio, 1789, Livorno)
- La morte di Giulio Cesare (opera seria, libretto di Gaetano Sertor, 1790, Roma)
- Gustavo, re di Svezia (dubbia) (opera seria, 1791, Madrid)
- Il finto cieco (opera buffa, libretto di Pietro Trinchera, 1791, Napoli)
- Angelica e Medoro (opera seria, libretto di Gaetano Sertor, su Pietro Metastasio, 1792, Firenze)
- Amleto (opera seria, libretto di Giuseppe Maria Foppa, su Jean-François Ducis, 1792, Padova)
- Gli amanti in Tempe (pastorale, libretto di Giovanni De Gamerra, 1792, Firenze)
- Sofronia ed Olindo (azione tragica, libretto di Carlo Sernicola, 1793, Napoli)
- Ines de Castro (opera seria, libretto di Cosimo Giotti, 1793, Firenze)
- Le nozze inaspettate (opera buffa, 1793, Napoli)
- Saulle (L'ombra di Samule ossia La morte di Saulle) (opera seria, libretto di Francesco Saverio Salfi, 1794, Napoli)
- La principessa filosofa ossia Il contravveleno (opera buffa, libretto di Simeone Antonio Sografi, basato su Donna Diana di Agustín Moreto, 1794, Venezia)
- Arsinoe (opera seria, libretto di Michele Rispoli, 1795, Napoli)
- Il trionfo di Arsace (opera seria, libretto di Francesco Ballani, 1796, Roma)
- La vergine del sole (opera seria, libretto di C. L. Rossi, su Jean-François Marmontel, 1797, Palermo)
- La morte di Cleopatra (opera seria, libretto di Gaetano Rossi e di Simeone Antonio Sografi, 1797, Palermo)
- Argea opera seria, libretto di Giandomenico Boggio, 1798, Teatro Nazionale (ex-Regio) Torino)
- Pamela nubile (opera buffa, 1800, Parma)
- Sesostri (opera seria, libretto di Apostolo Zeno 1802, Napoli)
- Armida e Rinaldo (opera seria, libretto di Giovanni Schmidt basato sul poema Gerusalemme liberata di Torquato Tasso, 1802, Teatro San Carlo di Napoli)
- Il trionfo di Alessandro (opera seria, libretto di Andrea Passaro, 1803, Napoli)
- Piramo e Tisbe (opera seria, libretto di Giovanni Schmidt, 1803, Teatro San Carlo di Napoli con Giovanni Battista Velluti e Gaetano Crivelli)
- Il trionfo di Claudia (opera seria, 1803, Firenze)
- Sedesclavo (opera seria, libretto di Michelangelo Prunetti, 1805, Roma)
- Il trionfo di Tomiri (opera seria, libretto di F. Cammarano, 1807, Teatro San Carlo di Napoli con Crivelli)
- Tutti i torti son dei mariti (burletta, 7 giugno 1814, Teatro del Cocomero, Firenze)
- Il trionfo di Alessandro Magno il Macedone (opera seria, libretto di Andrea Passaro, 1815, Roma)